# Animals (Pink Floyd)
Animals is het tiende album uit 1977 van de Engelse band Pink Floyd.

## Concept
Het is een conceptalbum dat lijkt geïnspireerd op het boek Animal Farm van George Orwell, omdat net zoals in het boek de drie centrale nummers van het album dieren gebruiken voor het beschrijven van menselijk gedrag, ook al is er wel sprake van een compleet andere invalshoek. In het album worden drie diersoorten specifiek genoemd:
1. De honden (dogs) representeren megalomane zakenmensen, die denken dat ze alles onder controle hebben. Ze gaan aan het eind echter ten onder ("Dragged down by the stone").
2. De varkens (pigs) verwijzen naar, en is een aanval op, diegenen die daadwerkelijk de controle hebben: politici en opiniemakers.
3. De schapen (sheep) representeren ten slotte de overgeblevenen. Zij volgen blind, zonder zelfreflectie en zonder mening. Echter, er is een sprankje hoop in het nummer als ze in opstand komen en ze een achtervolgende hond doden.

Pigs (Three Different Ones) schopt naast de algemene doelgroep van moralisten, zelfverheerlijkenden en tirannen ook specifiek tegen de schenen van "Mary Whitehouse". Zij was in die tijd een zelfbenoemde beschermer van de Britse popmuziekmentaliteit.
Zowel Sheep als Dogs bestonden al een paar jaar voordat ze op het album zouden verschijnen. Toen heette Sheep nog "Raving and Drooling", en Dogs "You Gotta Be Crazy". Al werden die nummers wel herschreven, en veranderden de songteksten ook. Oorspronkelijk zouden beide nummers op het album Wish You Were Here verschijnen.
Het legendarische opblaasbare varken dat op het albumcover en later in hun liveshows te zien was, verscheen voor het eerst tijdens de tournee In the Flesh in Dortmund in januari 1977. Het verscheen vanuit zwarte rook tijdens het nummer Pigs. Sindsdien was het een vast element in de shows van Pink Floyd, waar het later tijdens "One of These Days" tevoorschijn kwam. Een kleinere versie vloog boven de hoofden van het publiek bij de soloconcerten van Roger Waters in 2007. Omdat het varken het geesteskind van Roger Waters was, eiste hij na zijn vertrek uit de band dat hij 800 dollar zou krijgen voor elke keer dat de overige bandleden het varken in een show zouden gebruiken. Die stemden hiermee in. Tijdens de tour van 1987 werd het varken door de leden en roadies van Pink Floyd ´Roger´ genoemd en was het dier uitgebreid met een kolossaal scrotum.

## Musici
- Roger Waters – zang, basgitaar, akoestische gitaar, ritmegitaar, vocoder, tape-effecten (tekende ook voor het ontwerp)
- David Gilmour – gitaar, basgitaar, zang, talkbox, synthesizer
- Rick Wright – Hammondorgel, Fender Rhodes-piano, Yamaha-piano, Minimoog, achtergrondzang
- Nick Mason – drumstel, percussie, tape-effecten (was ook betrokken bij het ontwerp)

met
- Snowy White – gitaar op "Pigs on the wing" (alleen te horen op de 8 track cassette versie van het album)

## Muziek
| Nr. | Titel                       | Schrijver(s)    | Duur  |
| --- | --------------------------- | --------------- | ----- |
| 1.  | Pigs on the wing 1          | Waters          | 1:25  |
| 2.  | Dogs                        | Gilmour, Waters | 17:08 |
| 3.  | Pigs (Three different ones) | Waters          | 11:28 |
| 4.  | Sheep                       | Waters          | 10:20 |
| 5.  | Pigs on the wing 2          | Waters          | 1:25  |

## Overige medewerkers
- Brian Humphries – geluidstechnicus
- Storm Thorgerson – hoesontwerp
- Aubrey Powell – hoesontwerp
- James Guthrie – remastering muziekproducent
- Doug Sax – remastering

## Hoes

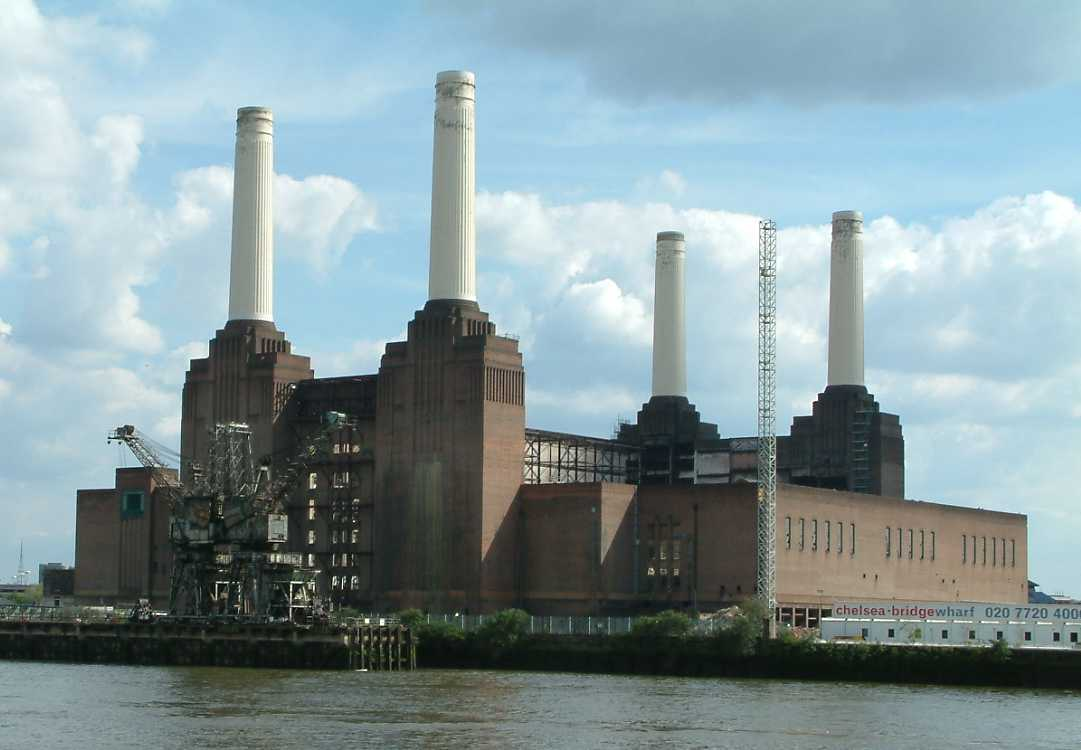
Battersea Power Station

Het oorspronkelijke ontwerp van het opblaasbare varken is van ERG uit Amsterdam. De foto van de elektriciteitscentrale Battersea Power Station is wat dat betreft dan ook geen trucfoto. Naast de originele cover zit er ook een verhaal achter de foto.
Dag 1Op de dag waarop de foto genomen zou worden stonden elf fotografen en drie filmteams klaar voor de opnames. De lucht had een fantastische sfeer met dreigende bewolking. Er was één scherpschutter ingehuurd die, in het geval van ongewild wegvliegen van het varken, de ballon met een gemikt schot weer naar de aarde toe moest laten komen. Het duurde echter zo lang eer het 17 (50 ft) meter lange varken opgeblazen was, dat het die dag niet de lucht in is geweest.
Dag 2De manager huurde de tweede dag de scherpschutter niet in, om wat geld te besparen. Het varken ging de lucht in, en werd op de grond onder controle gehouden via een aan een winch verankerde kabel. Tijdens de opnamen brak de ring waarmee het varken was vastgemaakt zodat het varken kon ontsnappen. Nog voordat er een goede foto was genomen, zagen ze het varken snel verdwijnen, en zonder scherpschutter was er niemand die daar iets aan kon doen. Het varken zweefde in de officiële landingsroutes voor vliegtuigen met de bestemming Heathrow. Een crew member heeft toen Heathrow gebeld met de mededeling dat er een groot opblaasbaar varken was losgeraakt ("...inflatable pig", antwoord heathrow: "could you spell that, sir"), waarna een politiehelikopter op onderzoek ging. Die rapporteerde een varken boven Londen. De helikopter volgde het onverwachte vliegend voorwerp tot een hoogte van 5.000 voet, waarna het terug moest keren. De luchtvaartautoriteiten gaven een algemene waarschuwing uit naar alle piloten dat er een 17 meter lang, roze, vliegend varken ongecontroleerd boven de hoofdstad vloog. Ze konden het varken op de radar volgen tot Detling, nabij Chatham te Kent, waar het al op een hoogte van 18.000 voet vloog. Het varken daalde uiteindelijk op het land van een landelijke boerderij te Kent. Het Pink Floyd-team had niet genoeg fotomateriaal voor het album. De roadies haalden het varken die nacht op, en brachten het terug naar Londen.
Dag 3Het ondertussen opgelapte varken werd opnieuw de lucht in gelaten, op een dag met helder blauwe luchten. Het was dan ook noodzakelijk om uiteindelijk toch een trucfoto te maken. De foto die te zien is op het album is de lucht van de eerste dag, gecombineerd met het varken van de tweede opnamedag.

## Tournee
De op het album volgende tournee In the Flesh was van een andere orde dan de voorgaande. De show kon feitelijk alleen uitgevoerd worden in stadions en arena's. Ze speelden voor de massa. Toch speelde de groep de show in Rotterdam in de Ahoy. De nummers kwamen van Animals en Wish you were here. De toegift was Money.
Tijdens de tournee werd gitarist Snowy White aan de formatie toegevoegd. Op de eight-track-tapeversie speelt hij een solo die de twee delen van "Pigs On The Wing" samenbrengt.
Tijdens de show in Montréal, op 6 juli 1977, gebeurde het beruchte spuugincident. Tijdens interviews had Roger Waters al verschillende malen verteld dat hij de live-optredens maar een zinloos ritueel vond. Hij baalde ervan dat juist tijdens zijn persoonlijke nummers er gefloten, geschreeuwd en gekrijst werd door het publiek. Uiteindelijk moest een onschuldige fan op de eerste rij het ontgelden. Die werd door Roger in het gezicht gespuugd. David Gilmour verliet eerst nog ongezien het podium na dit incident.
Het was tijdens deze tournee dat Roger Waters het idee kreeg om een muur op te trekken tussen hemzelf en het publiek.

## Hitnotering
| "Animals" in de Nederlandse Album Top 100 - binnen: 12-02-1977 | "Animals" in de Nederlandse Album Top 100 - binnen: 12-02-1977 | "Animals" in de Nederlandse Album Top 100 - binnen: 12-02-1977 | "Animals" in de Nederlandse Album Top 100 - binnen: 12-02-1977 | "Animals" in de Nederlandse Album Top 100 - binnen: 12-02-1977 | "Animals" in de Nederlandse Album Top 100 - binnen: 12-02-1977 | "Animals" in de Nederlandse Album Top 100 - binnen: 12-02-1977 | "Animals" in de Nederlandse Album Top 100 - binnen: 12-02-1977 | "Animals" in de Nederlandse Album Top 100 - binnen: 12-02-1977 | "Animals" in de Nederlandse Album Top 100 - binnen: 12-02-1977 | "Animals" in de Nederlandse Album Top 100 - binnen: 12-02-1977 | "Animals" in de Nederlandse Album Top 100 - binnen: 12-02-1977 | "Animals" in de Nederlandse Album Top 100 - binnen: 12-02-1977 | "Animals" in de Nederlandse Album Top 100 - binnen: 12-02-1977 | "Animals" in de Nederlandse Album Top 100 - binnen: 12-02-1977 | "Animals" in de Nederlandse Album Top 100 - binnen: 12-02-1977 | "Animals" in de Nederlandse Album Top 100 - binnen: 12-02-1977 | "Animals" in de Nederlandse Album Top 100 - binnen: 12-02-1977 | "Animals" in de Nederlandse Album Top 100 - binnen: 12-02-1977 | "Animals" in de Nederlandse Album Top 100 - binnen: 12-02-1977 |
| Week                                                           | 01                                                             | 02                                                             | 03                                                             | 04                                                             | 05                                                             | 06                                                             | 07                                                             | 08                                                             | 09                                                             | 10                                                             | 11                                                             | 12                                                             | 13                                                             | 14                                                             | 15                                                             | 16                                                             | 17                                                             | 18                                                             |                                                                |
| -------------------------------------------------------------- | -------------------------------------------------------------- | -------------------------------------------------------------- | -------------------------------------------------------------- | -------------------------------------------------------------- | -------------------------------------------------------------- | -------------------------------------------------------------- | -------------------------------------------------------------- | -------------------------------------------------------------- | -------------------------------------------------------------- | -------------------------------------------------------------- | -------------------------------------------------------------- | -------------------------------------------------------------- | -------------------------------------------------------------- | -------------------------------------------------------------- | -------------------------------------------------------------- | -------------------------------------------------------------- | -------------------------------------------------------------- | -------------------------------------------------------------- | -------------------------------------------------------------- |
| Nummer                                                         | 5                                                              | 5                                                              | 1                                                              | 3                                                              | 2                                                              | 6                                                              | 6                                                              | 8                                                              | 9                                                              | 11                                                             | 14                                                             | 18                                                             | 23                                                             | 29                                                             | 38                                                             | 39                                                             | 40                                                             | 48                                                             | uit                                                            |

- MusicBrainz release group: 20c77fb4-1c9f-33c8-9d7e-c4977f11e847

Nummers van Pink Floyd